# Pylons project
Pylons project é um projeto de código aberto que desenvolve um conjunto de frameworks de aplicações web escritas em Python. Inicialmente, o projeto era pouco mais que um simples framework web, mas com a fusão do framework repoze.bfg sob o novo nome de Pyramid (pirâmide), o projeto Pylons (pilares) hoje consiste de vários frameworks de aplicação web.

## Framework Pylons
O Pylons é um framework para desenvolvimento de aplicações web de código aberto, escrito em Python. Faz uso extensivo do padrão WSGI para promover reuso e separação de funcionalidades em módulos distintos.

### Estrutura
Pylons é conhecido por ter uma pilha quase completa de ferramentas de terceiros, evitando definitivamente o fenômeno "não  inventado aqui".

## Pyramid
Pyramid é um framework de aplicações web de código aberto escrito em Python e é baseado no WSGI. É um framework web minimalista inspirado no Zope, Pylons e Django.
Originalmente chamado de "repoze.bfg", o Pyramid chamou a atenção principalmente no Zope e da comunidade Plone como o projeto KARL do Open Society Institute, migrado do Plone para BFG. Em 2010, foi anunciado que o framework Pylons iria passar usando BFG como base a versão 1.5. Como um resultado da inclusão de BFG no projeto Pylons, BFG foi renomeado para Pyramid.